# نادي الترسانة (مصر)
نادى الترسانة المصري هو نادي رياضي مصري بمحافظة الجيزة وهو أحد أهم وأعرق الأندية في مصر وهو تابع للشركة المصرية العامة لورش الري (الترسانة)، أنشىء في العام 1921 بجهود رجل إنجليزي يدعى سلاوتر ، يعد نادي الترسانة ثالث اكثر نادي مصري حصولا على الألقاب المحلية بعد النادي الاهلي و نادي الزمالك، واول نادي مصري يتأهل لبطولة أفريقيا. وشارك في أول بطولة دوري عام 1948 وحصل على المركز الثاني.

## التأسيس والتاريخ

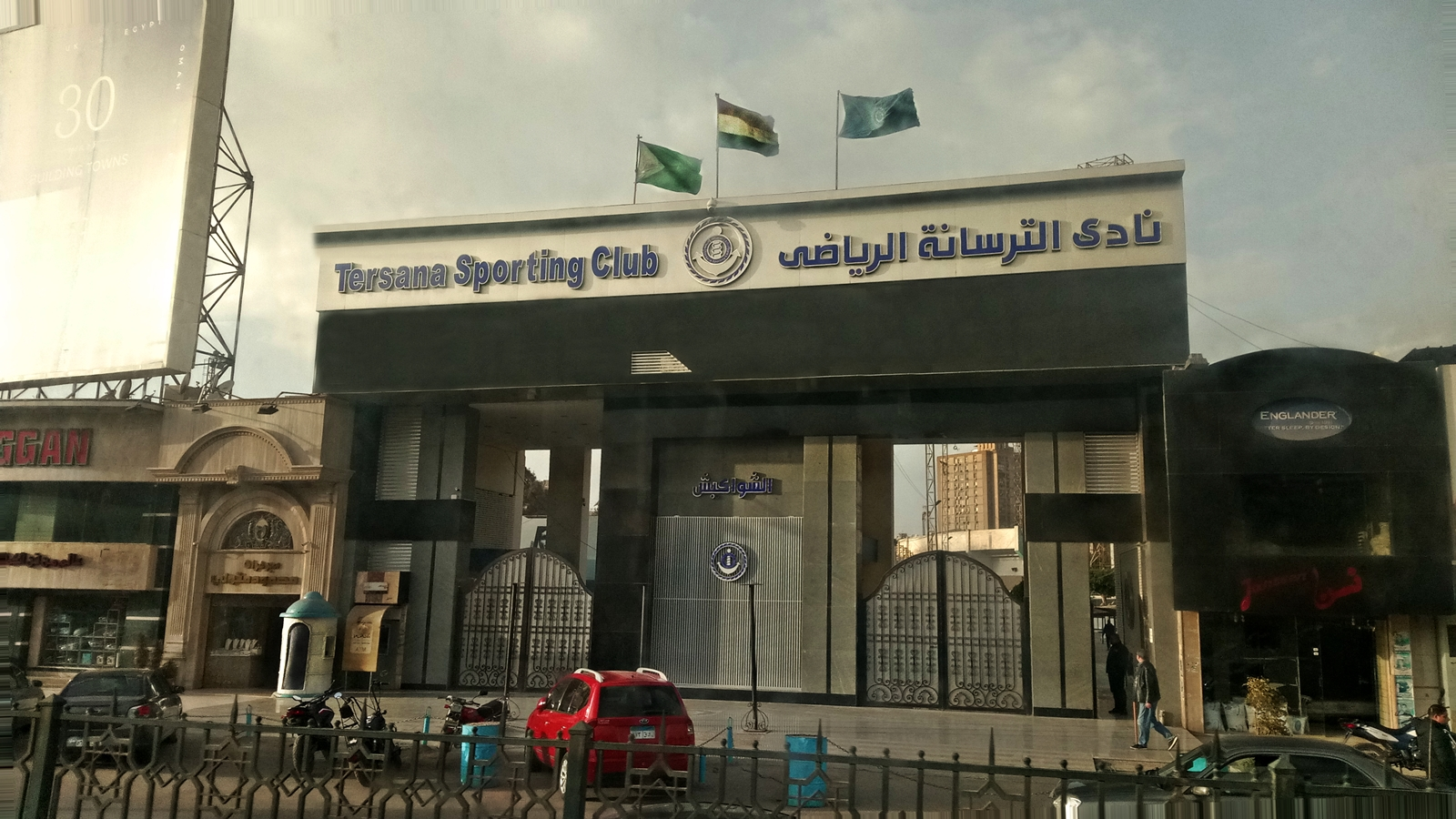
نادي الترسانة الرياضي

تأسس نادي الترسانه الرياضي في عام 1921 كواحد من أوائل النوادي الرياضية في مصر ليبدأ نشاطه في كرة القدم في نفس الموسم، ويحصل النادي علي أول بطولة في تاريخه عندما فاز ببطولة كأس مصر 1923 ليصبح ثاني نادي مصري يفوز بتلك الكأس بعد الزمالك.وكرر الترسانة إنجازه مرة أخرى بعد مرور 6 سنوات بعد فوزه بالكأس للمرة الثانية في العام 1929 ومن ثم بدأ النادي في الاشتراك ببطولة الدوري الممتاز منذ نشأته عام 1948 وحصل الترسانة علي المركز الثاني وراء الأهلي بعد منافسه ثنائية بينهما وكرر الوصافة في الوسم الثاني لبطولة الدوري المصري بعدما تعادل مع النادي الأهلي في النقاط ولعب الفريقين مبارة علي اللقب والتي فاز بها النادي الأهلي بنتيجة 2-1 . وحقق النادي وصافة الدوري خمس مرات. وفاز الفريق مره اخري ببطولة كأس مصر عام 1954 ليحقق الثلاثية ببطولة كأس مصر الجيل الذهبي كان الفريق دائما في قلب المنافسة علي البطولة وكان دائما في المربع الذهبي وأحيانا في المركز الثاني والثالث حتي تحقق حلمه وحقق الإنجاز بالفوز بأول بطولة دوري في تاريخه موسم 1962/1963 بقيادة هداف الفريق ونجمه الأول حسن الشاذلي ومصطفى رياض ومحمد رياض وبدوي عبد الفتاح.

## كأس مصر
فاز الترسانة بكأس مصر 6 مرات أعوام (1923-1929-1954-1965-1967-1986)، بينما وصل للنهائي 5 مرات أعوام (1938-1950-1956-1966) لكنه لم يحالفه الحظ في الفوز بها. وارتبط نادي الترسانة بالفوز في النهائي على أندية الزمالك والمصري بنتيجة (4-1) في نهائي كأس مصر وهي تعد أكبر نتيجة للترسانة في مشاركته في نهائي كأس مصر.. بينما تعد نتيجة مع النادي الاهلى في نهائي كأس مصر عام 1950 بالهزيمة (6-صفر) هي أكبر هزيمة في مشاركته في كأس مصر، بينما كان أكبر فوز أحرزه نادي الترسانة على النادي الاهلى كان موسم 1953-1954 وكانت بنتيجة ثقيلة (6-2)، وأيضاً في موسم 60-61 كرر نادي الترسانة فوزه على النادي الاهلى بنتيجة (5-1)، أي أن نادي الترسانة كان بعبع الاهلى والزمالك في الخمسينيات والستينيات.

## أهم لاعبي النادي طوال تاريخه
كثيراً ما ينبذ لنا نادي الترسانة لاعبين فذاد، كما خرج لنا من قبل الاسطورتين حسن الشاذلي ومصطفى رياض ومن أهم اللاعيبين الذين ارتدوا قميص نادي الترسانة محمد أبو تريكة.

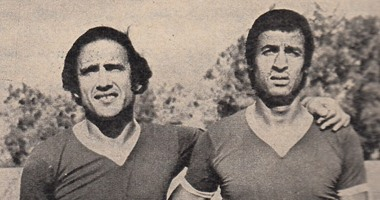
حسن الشاذلي علي اليسار و مصطفي رياض يميناً

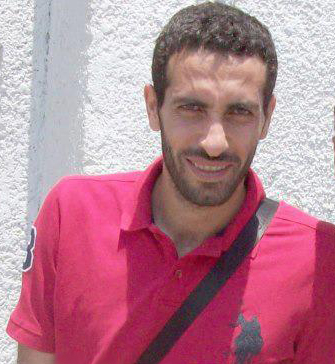
محمد أبو تريكة

## إنجازات نادي الترسانه الرياضي
- الدوري المصري الممتاز: 1
  - 1962/1963
- كأس مصر: 6
  - 1923, 1929, 1954, 1965, 1967, 1986
- دوري منطقة القاهرة: 1
  - 1933
- كأس السلطان حسين: 2
  - 1928, 1930